# Усть-Чуласа
Усть-Чуласа — посёлок сельского типа в Лешуконском районе Архангельской области. Входит в состав Олемского сельского поселения (муниципальное образование «Олемское»).

## Географическое положение
Посёлок расположен на левом берегу реки Вашка, напротив устья реки Чулас, благодаря чему и получил своё название. Ближайший населённый пункт Олемского сельского поселения, деревня Чуласа, расположен в 3,6 км к северо-западу. Расстояние до административного центра сельского поселения, села Олема, составляет 14 км, а до административного центра района села Лешуконское — 36 км. Через деревню проходит автодорога «Пинега — Чакола — Веегора — Усть-Чуласа — Лешуконское».

## Население
| Население                            | на 1 января 2010 года |
| ------------------------------------ | --------------------- |
| В возрасте до 16 лет                 | 22                    |
| Трудовые ресурсы (из них работающих) | 77 (56)               |
| Пенсионеры                           | 79                    |
| Всего                                | 193                   |
| Прибыло / выбыло (за год)            | 4 / 8                 |
| Родилось / умерло (за год)           | 2 / 6                 |

## Инфраструктура
Предприятия, организации и объекты социальной сферы, расположенные на территории населённого пункта (со среднесписочной численностью работников) на 1 января 2010 года:
- филиал ОАО «АрхоблЭнерго» (7);
- ПО «Усть-Вашка» (2);
- усть-чуласская школа (12);
- отделение связи (1);
- дом культуры (1) и др.